# Viliamu Sekifu
Viliamu Sekifu, né le 14 janvier 1982, est un footballeur international tuvaluan qui évolue au poste de milieu de terrain.

## Biographie

### Avec l'équipe nationale des Tuvalu
Il joue avec la sélection des Tuvalu lors des Jeux du Pacifique Sud de 2007 aux Samoa. Il est connu pour avoir inscrit un but  contre l'équipe de Tahiti (1-1), ce qui fait de lui le premier et seul tuvaluan buteur dans les éliminatoires d'une coupe du monde.